# Radical 123
El radical 123, representado por el carácter Han 羊, es uno de los 214 radicales del diccionario de Kangxi. En mandarín estándar es llamado 羊部, (yáng bù　«radical “oveja”»); en japonés es llamado 羊部, ようぶ (yōbu), y en coreano 양 (yang).
El radical «oveja» puede aparecer en diferentes posiciones dentro de los caracteres que clasifica. Puede aparecer en la parte superior (como en 美), en la parte inferior (como en 羍), en el lado derecho (como en 群) o en el lado izquierdo (como en 羒). 
Los caracteres clasificados bajo el radical 123 suelen tener significados relacionados con las ovejas, animales parecidos a estas o con las virtudes. Como ejemplo de esto se encuentran 羢, «lana»; 美, «bello»; 羚, «antílope»

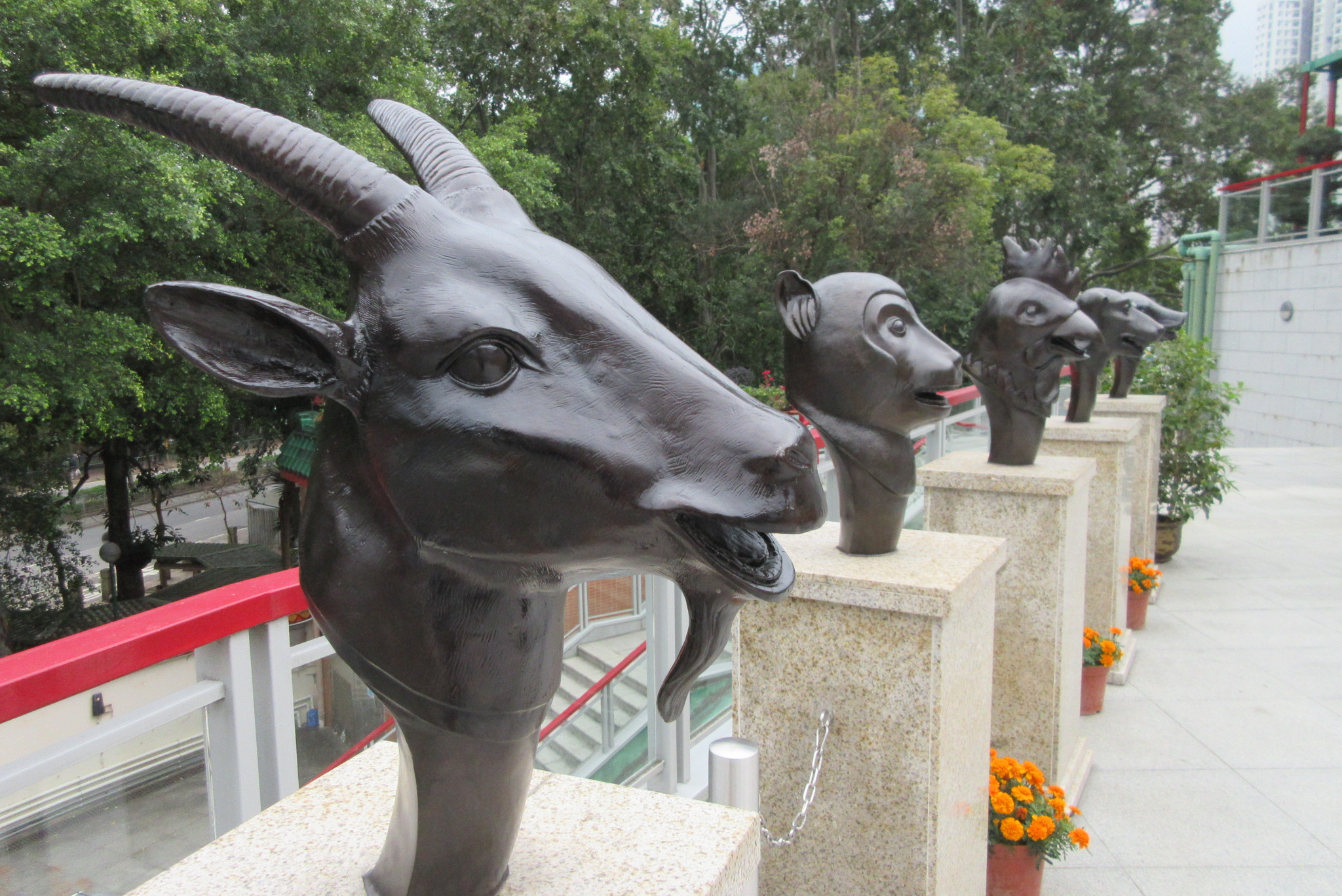
Cabeza de cabra del templo Fung Ying Sen Koon (蓬瀛仙館). La cabra es uno de los 12 animales del zodíaco chino

## Nombres populares
- Mandarín estándar: 羊字頭, yáng zì tóu, «carácter “oveja” en la parte superior»; 羊字旁, yáng zì páng, «carácter “oveja” en un lado».
- Coreano: 양양부, yang yang bu, «radical yang-oveja».
- Japonés:　羊（ひつじ）, hitsuji, «oveja» ; 羊偏（ひつじへん）, hitsujihen, «“oveja” en el lado izquierdo del carácter».[1]
- En occidente: radical «oveja».

## Galería
| Estilos antiguos                                 | Estilos antiguos                  | Estilos antiguos                        | Estilos antiguos                   | Estilos antiguos                   | Estilos empleados actualmente       | Estilos empleados actualmente  | Estilos empleados actualmente    | Estilos empleados actualmente   | Estilos empleados actualmente  |
|                                                  |                                   |                                         |                                    |                                    |                                     | 羊                             | 羊                               |                                 |                                |
| 甲骨文 jiǎgǔwén (escritura de huesos oraculares) | 金文 jīnwén (escritura de bronce) | 简帛 jiǎnbó (escritura de bambú y seda) | 篆文 zhuànwén (escritura de sello) | 篆文 zhuànwén (escritura de sello) | 隸書 lìshū (estilo de los escribas) | 楷書 kǎishū (estilo regular)   | 楷書 kǎishū (estilo regular)     | 行書 xǐngshū (estilo corriente) | 草書 cǎoshū (estilo de hierba) |
| 甲骨文 jiǎgǔwén (escritura de huesos oraculares) | 金文 jīnwén (escritura de bronce) | 简帛 jiǎnbó (escritura de bambú y seda) | 大篆 dàzhuàn (sello grande)        | 小篆 xiǎozhuàn (sello pequeño)     | 隸書 lìshū (estilo de los escribas) | 繁體／繁体 fántǐ (tradicional) | 简体／簡體 jiǎntǐ (simplificado) | 行書 xǐngshū (estilo corriente) | 草書 cǎoshū (estilo de hierba) |

## Caracteres con el radical 123
| trazos | carácter                |
| ------ | ----------------------- |
| + 0    | 羊                      |
| + 1    | 羋                      |
| + 2    | 羌                      |
| + 3    | 羍 美 羏 羐 羑          |
| + 4    | 羒 羓 羔 羕 羖 羗 羘 羙 |
| + 5    | 羚 羛 羜 羝 羞 羟       |
| + 6    | 羠 羡 羢                |
| + 7    | 羣 群 羥 羦 羧 羨 義 羪 |
| + 8    | 羫                      |
| + 9    | 羬 羭 羮 羯 羰          |
| + 10   | 羱 羲                   |
| + 12   | 羳 羴 羵                |
| + 13   | 羶 羷 羸 羹             |
| + 14   | 羺                      |
| + 15   | 羻 羼                   |